# Osen
Osen és un municipi del comtat noruec de Trøndelag. Té 976 habitants (2016) i té una superfície de 387.48 km².
El municipi s'establí l'1 de juny de 1892. Durant la Segona Guerra Mundial, població iugoslava va estar en un camp de concentració instal·lat a Osen.